# 台10線
台10線（たいじゅうせん）は、台中市清水区から同市豊原区に至る台湾省道であり、途中の清水区で分岐し、沙鹿区に至る台10乙支線がある。

## 概要
- 全長：21.13Km
- 起点：台中市清水区（台17線の交差地点）
- 終点：台中市豊原区（台13線の交差地点）
- 経由地：

## 歴史
| 年 | 月日 | 事跡 |
| -- | ---- | ---- |

## 通過する自治体
- 台中市
  - 清水区 - 沙鹿区 - 大雅区 - 神岡区 - 豊原区

## 接続する道路
- 高速道路
  - 沙鹿IC
  - 豐原IC

- 快速公路
  - 清水IC

## 支線

### 甲線
台中市大雅区から神岡区を経て同市豊原区で台10本線と合流する道路。全長不明。台10甲線を台10本線に編入されて、現在に至る。

### 乙線
台中市清水区と同市沙鹿区間の連絡道路である。清水区中山路の交差地点を起点とし、清水高中・嘉陽高中・台中空港などを経て沙鹿区新西勢寮に至り、台10本線と合流する。 全長5.258Km。